# Ryō Shinzato
Ryō Shinzato (jap. 新里亮 Shinzato Ryō; ur. 2 lipca 1990 w prefekturze Aichi) – japoński piłkarz występujący na pozycji obrońcy, zawodnik Júbilo Iwata.

## Życiorys

### Kariera piłkarska
Od 2013 roku występował w Mito HollyHock i Ventforet Kōfu.
1 stycznia 2018 podpisał kontrakt z japońskim klubem Júbilo Iwata, umowa do 31 stycznia 2020.